# La Tour de garde
Pour les articles homonymes, voir Tour de garde.
La Tour de garde (The Watchtower en anglais), revue internationale créée en 1879, est l'un des magazines distribués par les Témoins de Jéhovah. Il constitue l'organe principal d'enseignement de leur organisation. Il est publié et diffusé par la Watch Tower Bible and Tract Society.
Elle est disponible en plus de 414 langues en versions écrites, audio, numériques ainsi qu'en nombreux langages des signes. Certaines langues sont disponibles en braille.

## Historique
Le mouvement des Témoins de Jéhovah est issu de celui des Étudiants de la Bible, fondé par Charles Taze Russell vers 1873. Proche de l'adventiste Nelson Barbour, Russell finance le journal de ce dernier à cette époque : le Herald of the Morning. À la suite d'une controverse avec Barbour sur la doctrine de la rançon, Charles Taze Russell crée son propre journal en juillet 1879.

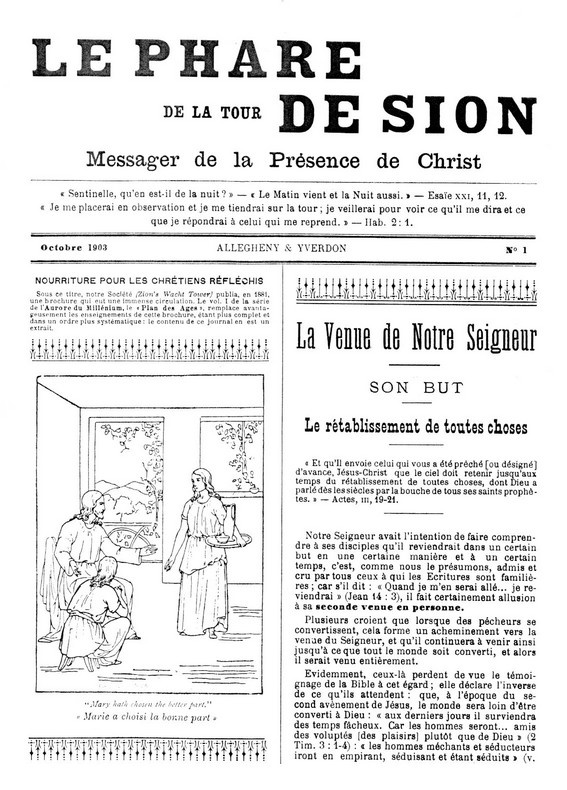
Le Phare de la tour de Sion, n° 1, octobre 1903

Reflétant au départ sa compréhension du message biblique, il exprime actuellement le point de vue officiel de la direction (Collège central) des Témoins de Jéhovah.
Ce périodique a reçu plusieurs noms au cours de son existence :
- Le Phare de la Tour de Sion et Messager de la Présence de Christ (jusqu'en 1909) ;
- La Tour de Garde et Messager de la Présence de Christ (jusqu'en janvier 1939) ;
- La Tour de Garde et Messager du Royaume de Christ (jusqu'en mars 1939) ;
- La Tour de Garde annonce le Royaume de Jéhovah (nom actuel).

À l'origine, ce magazine comportait huit pages et paraissait mensuellement. En 1891, il est passé à 16 pages, puis est devenu bimensuel en 1892. À partir de 1950, il a doublé son nombre de pages, pour revenir à 16 pages en 2013.
Sa traduction dans d'autres langues s'est faite progressivement. La première édition en allemand voit le jour en 1897. Le premier numéro en français est paru en octobre 1903. En 1916, le magazine est publié dans sept langues européennes. À partir de 1922, il est tiré en seize langues. Puis, à la fin du siècle, son édition concerne de nombreuses langues, dont certains dialectes parlés par une minorité de personnes.
Le périodique est d'abord peu diffusé, son tirage moyen n'atteignant que 45 000 en 1916. Dès 1939, un abonnement est proposé au public, et dès lors on le présente dans l'activité d'évangélisation.
En 1879, le périodique précise que ceux qui ne peuvent pas payer l'abonnement annuel d'un demi-dollar peuvent néanmoins recevoir le magazine gratuitement. En France, son prix unitaire est d'abord de 1,50 FF, puis de 2 FF, avant de n'être plus fixe à partir de 1990.
À partir du 1er janvier 2008, deux éditions distinctes de La Tour de Garde sont publiées : l'une pour le grand public, qui est proposée dans le cadre de leur œuvre d'évangélisation ; l'autre destinée aux fidèles, qui contient les articles étudiés lors de leurs réunions. Depuis le 1er janvier 2016, l'édition publique paraît à une fréquence bimestrielle (en alternance avec l'autre revue bimestrielle des Témoins de Jéhovah Réveillez-vous !), tandis que l'édition d'étude reste mensuelle.

## Objectif
L'objectif de La Tour de Garde est actuellement rédigé en deuxième page de chaque numéro de l'édition publique comme suit :
« cette revue, La Tour de Garde, honore Jéhovah Dieu, le Souverain de l’univers. Elle s’attache à consoler tous les humains par cette bonne nouvelle : depuis le ciel, le Royaume de Dieu supprimera bientôt toute méchanceté et transformera la terre en paradis. Elle incite ses lecteurs à exercer la foi en Jésus Christ, qui est mort pour que nous puissions obtenir la vie éternelle, et qui exerce à présent la fonction de Roi du Royaume de Dieu. Cette revue paraît depuis 1879. Elle est apolitique et s’appuie exclusivement sur la Bible. »
Il est également précisé sur la même page que les exemplaires de cette revue ne peuvent être vendus et que leur « diffusion s’inscrit dans le cadre d’une œuvre mondiale d’enseignement biblique rendue possible par des offrandes volontaires ».